# 岐阜県交通安全協会
一般財団法人岐阜県交通安全協会（ぎふけんこうつうあんぜんきょうかい）は、岐阜県内の地区交通安全協会を統括する交通安全協会。元岐阜県知事所管。

## 概要
岐阜県内の地区交通安全協会を統括する交通安全協会で、岐阜県内での季節単位で開催する交通安全運動をはじめ、自動車・自動二輪車の運転免許更新の伝達・更新事務、申請書や収入証紙の委託販売業務、自転車などに貼る反射シールや車輪のスポークに貼る反射材などの交通安全グッズの頒布、交通安全功労者の表彰及び国や全国法人への表彰推薦などを事業としている。また、運転技能向上のために直営の三田洞自動車学校、多治見自動車学校、高山自動車学校、東濃自動車学校、郡上自動車学校を運営している。

## 地区
- 岐阜中地区交通安全協会
- 岐阜南地区交通安全協会
- 岐阜北地区交通安全協会
- 各務原地区交通安全協会
- 岐阜羽島地区交通安全協会
- 海津地区交通安全協会
- 養老地区交通安全協会
- 不破地区交通安全協会
- 大安地区交通安全協会
- 揖斐地区交通安全協会
- 本巣地区交通安全協会
- 山県地区交通安全協会
- 郡上地区交通安全協会
- 中濃地区交通安全協会
- 加茂地区交通安全協会
- 可児地区交通安全協会
- 東濃地区交通安全協会
- 中津川地区交通安全協会
- 恵那地区交通安全協会
- 下呂地区交通安全協会
- 高山地区交通安全協会
- 飛騨地区交通安全協会